# Curumi
Curumi (japonsky 鶴見岳・伽藍岳 [Curumi-Garandake]) je komplex lávových dómů, nacházejících se na severovýchodním okraji japonského ostrova Kjúšú. V horninové stavbě komplexu převládají andezity a dacity. Stáří komplexu se odhaduje na holocén, starší projevy sopečné činnosti jsou charakteristické ukládáním pyroklastických proudů, mladší aktivita naopak produkcí láv a tvorbou lávových dómů. V historické době byla zaznamenána jediná erupce - v roce 867. Oblast komplexu je také známa výskytem četných horkých pramenů.

## Seznam vulkanických forem komplexu Curu
- Lávové dómy
  - Curu-dake (1 374 m)
  - Garan-dake (1 045 m)
  - Hjuuga-dake (1 080 m)
  - Imorigaširo (1 061 m)
  - Jufu-dake (1 584 m)
  - Taihei-zan (792 m)
  - Uči-jama (1 272 m)